# Reefton

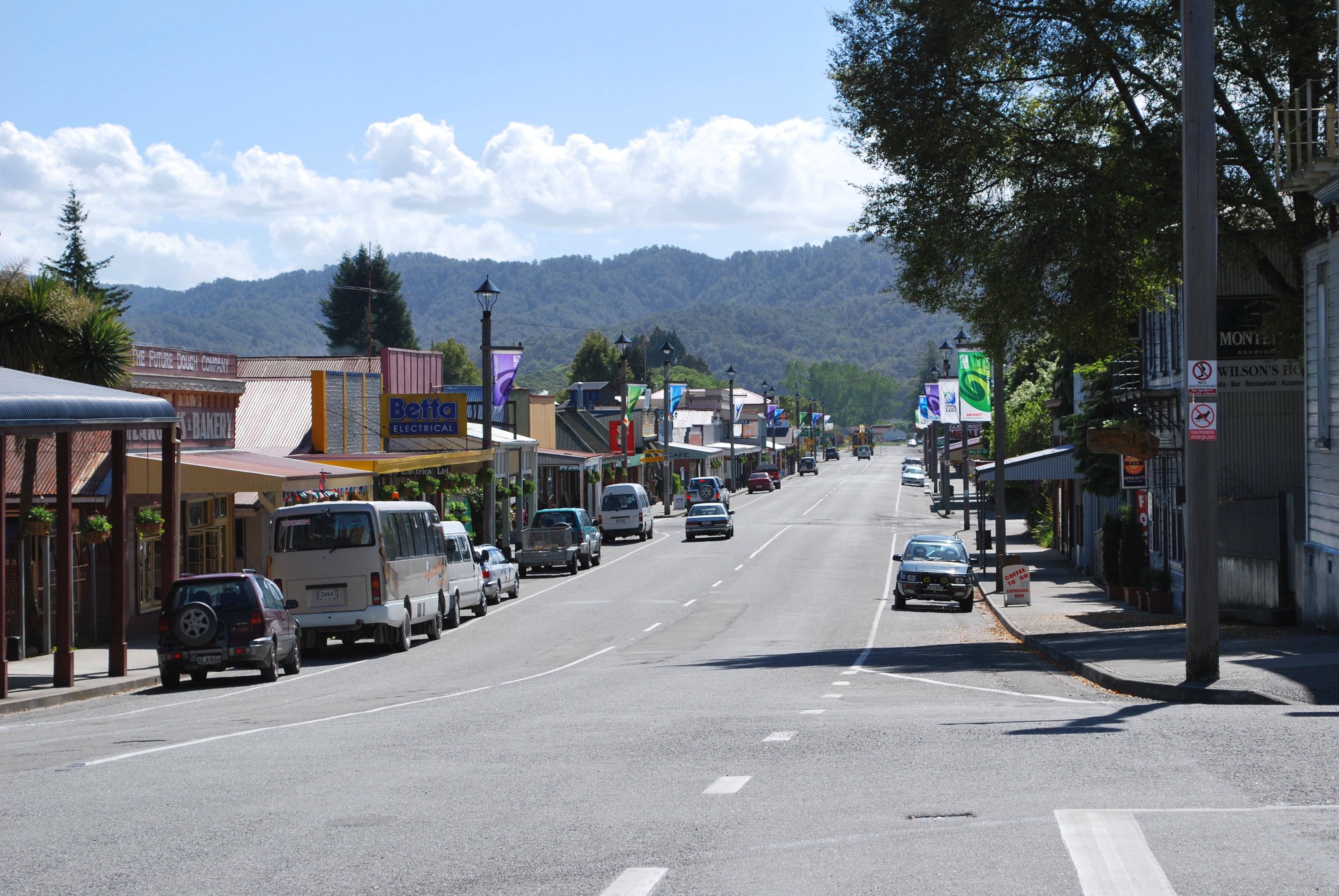
Le centre de la localité de Reefton

Reefton est une petite localité de l’Île du Sud de la Nouvelle-Zélande.

## Situation
La ville est située dans la région de la West Coast, à quelque 80 km au nord-est de celle de Greymouth, dans la vallée de la rivière Inangahua.
La route State Highway 7 (en) passe à travers la partie sud de la ville, et la route State Highway 69 (en) court vers le nord, pour se connecter à la route State Highway 6.
La ville de Ahaura est située à 44 km au sud-ouest de celle de Reefton, la ville d’Inangahua Junction est  située à 34 km au nord, la ville de Maruia est à 63 km à l‘est, et le col de Lewis Pass (en) est à 66 km au sud-est,.

## Histoire
En 1888, Reefton devint la première ville de Nouvelle-Zélande et de l’Hémisphère sud à recevoir l’électricité, et ses rues furent éclairées par la fourniture commerciale de l’énergie électrique générée par la Reefton Power Station (en).

## Population
La population était de 951 habitants en 2006 selon le recensement en 2006 en Nouvelle-Zélande (en), en diminution de36 résidents par rapport au recensement de 2001  mais elle est remontée à 1 026 résidents en 2013 selon le recensement de 2013 en Nouvelle-Zélande.

## Historique
- 1866 – Découverte de l’Or
- 1888 – L’électricité dans la ville
- 1892 – Ouverture de la ligne de chemin de fer.
- 1908 – Ouverture de la ligne pour Cronadun.
- 1912 - Reefton  la "grande grève" [5].
- 1967 – Fin du service passager par le rail.

## Activité économique
De l’or fut découvert près de la ville en 1866, bien que la découverte essentielle fut faite en 1870.
De riches veines d’or furent trouvées dans un massif de quartz près de la ville, lui donnant son nom actuel mais aussi son ancien nom de  Quartzopolis.
Peu après, la ville eut brièvement une population de plusieurs milliers d’habitants. 
Puis celle-ci a diminué jusqu’à moins de 1 000 résidents, mais avec l’ouverture d’une mine d’or appartenant aux Australiens, la population devrait augmenter de plusieurs centaines d’habitants dans les années à venir.
Les autres industries dans la ville sont les mines de charbon, l’exploitation forestière, le tourisme et la pêche à la ligne.

## Média
La ville reçut une station de radio comportant un répétiteur à la fois des chaînes : Classic Hits Scenicland FM de Greymouth et Coast FM de Westport. Le journal Greymouth Star (en) parait également quotidiennement dans la ville.

## Chemin de fer
Reefton est localisée sur le trajet de la ligne de chemin de fer de ligne de allant de Stillwater à Westport (en), qui diverge de la ligne Midland au niveau de la ville de Stillwater.
Le 29 février 1892, la ligne fut ouverte à partir de Reefton, mais se terminait sur la berge sud de la rivière Inangahua à l’opposé de la ville.
Au début du XXe siècle, un pont fut construit au-dessus de la rivière et la gare actuelle fut établie à Reefton. 
La ligne fut ouverte au-delà de Reefton vers la ville de Cronadun en 1908, mais ce ne fut pas avant le 5 décembre 1943, que la ligne devint officiellement le trajet utilisé vers la ville de Westport, bien que les trains avaient commencé à circuler sur toute la longueur de la ligne depuis le juillet 1942.
Le 3 août 1936, un service d’autorail de passagers commença à fonctionner le matin entre Hokitika et Reefton utilisant le petit autorail diesel Leyland (en), mais la faible clientèle fit que ce service cessa de fonctionner sur tout le trajet à partir de Reefton en août 1938. 
Au début des années 1940, les locomotives plus volumineuses type autorail Vulcan (en) furent introduites en Nouvelle-Zélande et permirent 2 rotations à partir de Reefton : un service local à partir de Greymouth, qui se terminait à Reefton, et un service, qui allait de Westport à Stillwater pour rejoindre le West Coast Express.
En 1967, tous les services de passagers passant par Reefton cessèrent.
Aujourd’hui, l’essentiel du trafic par le chemin de fer concerne le charbon avec plusieurs trains de houille fonctionnant chaque jour.

## Éducation
La première école d’État dans Reefton fut fondée en 1878, et il y eut jusqu’à 24 écoles dans le secteur.
- L’école de Reefton Area School est une école composite, allant des années 1 à 15, avec un taux de décile de 3 et un effectif de 166 élèves en mars 2022 [8].

- Les collèges de Reefton School et Inangahua College ont fusionné pour former la Reefton Area School en 2004[9].
- L'école du Sacré-Cœur de Reefton est une école primaire allant des années 1 à 8, avec un taux de décile de 4 et un effectif de32 élèves [10].  C’est une école catholique intégrée au secteur public [11].

Les 2 écoles sont mixtes.